# Chevrolet 210
De Chevrolet 210 was een Amerikaanse auto die werd gemaakt door Chevrolet van 1953 tot 1957. De naam is ontstaan omdat het de afkorting van het serienummer (2100) is. Het model werd vervangen door de Chevrolet Biscayne.

## Eerste generatie
De eerste generatie kwam in 1953 op de markt en bleef tot 1954. De auto was te krijgen als een sedan, een stationwagen, een coupé, een hardtop en een cabriolet. Hij had een 3,9-liter L6 (zescilinder-in-één-lijn) motor en was te krijgen met automaat en handmatige transmissie. De auto had tussen de 108 en 125 pk.

## Tweede generatie
De tweede generatie kwam uit in 1955 en had een nieuw chassis en er was toen ook een V8 motor beschikbaar. De L6 en de V8 leverde tussen de 123 en 162 pk. In 1956 kreeg de auto nieuw V8's en verdwenen er een paar L6'en. Toen leverde de beste versie 225 pk. En in 1957 kwamen er weer nieuwe V8's.